# أوسكار نابير
أوسكار نابير (بالإنجليزية: Wilfrid Fox Napier) هو كاهن كاثوليكي جنوب أفريقي، ولد في 8 مارس 1941 في كيب الغربية في جنوب أفريقيا.